# Irish Albums Chart
Irish Albums Chart reprezintă clasamentul muzical oficial din Irlanda actualizat săptămânal de Irish Recorded Music Association. Se bazează pe numărul de albume vândute.